# 藤原本雄
藤原 本雄（ふじわら の もとお）は、平安時代初期から前期にかけての貴族。名は本緒とも記される。藤原式家、左大臣・藤原緒嗣の子。官位は従四位上・大和守。

## 経歴
淳和朝の天長8年（831年）従五位下に叙爵。仁明朝では嘉祥2年（849年）大判事に任ぜられた記録があるのみで、全く昇進がなかった。
文徳朝に入り、仁寿3年（853年）22年ぶりに昇進して従五位上・刑部大輔に叙任され、翌仁寿4年（854年）伊勢権介を兼ねる。天安2年（858年）2月に治部大輔に遷任し、同年8月に文徳天皇が崩御すると前次第司次官を務めている。
清和朝では、貞観3年（861年）大蔵大輔に任ぜられた後、貞観4年（862年）正五位下・加賀守、貞観10年（868年）従四位下・大和守に叙任されるなど地方官を歴任した。貞観18年（876年）3月28日卒去。最終官位は散位従四位上。

## 官歴
『六国史』による。
- 時期不詳：正六位上
- 天長8年（831年） 正月4日：従五位下
- 嘉祥2年（849年） 2月27日：大判事
- 仁寿3年（853年） 正月7日：従五位上。7月21日：刑部大輔
- 仁寿4年（854年） 7月21日：兼伊勢権介
- 天安2年（858年） 閏2月13日：治部大輔。8月27日：前次第司次官（文徳天皇崩御）
- 貞観3年（861年） 正月13日：大蔵大輔
- 貞観4年（862年） 正月7日：正五位下。2月11日：加賀守
- 貞観9年（867年） 正月12日：大和権守
- 貞観10年（868年） 正月7日：従四位下。正月16日：大和守
- 貞観18年（876年） 3月28日：卒去（散位従四位上）